# Colette Yver
Pour les articles homonymes, voir Yver.
Colette Yver, pseudonyme d’Antoinette de Bergevin, née le 28 juillet 1874 à Segré et morte le 17 mars 1953 à Rouen, est une écrivaine catholique française.

## Biographie
Antoinette de Bergevin est la fille d’un fonctionnaire muté à Rouen peu après sa naissance. C’est une écrivaine prolifique qui commence à publier, dès l’âge de dix-huit ans, des romans pour la Bibliothèque morale de la jeunesse chez  Mégard à Rouen. Elle publiera environ un ouvrage (romans, essais ou hagiographies) par an pendant les cinquante prochaines années de sa vie[réf. nécessaire].
Écrivaine catholique, ses ouvrages sont représentatifs des fictions antiféministes qui abondent sous la IIIe République. Destiné à un public féminin, ce type de romans met en scène des femmes émancipées confrontées à de multiples malheurs qu’elles n’auraient pas subis si elles avaient choisi la vie au foyer. Selon elle, les féministes étaient des « cervelines », c’est-à-dire des intellectuelles trop instruites, des femmes dont le cerveau avait fini par atrophier le cœur.
En 1903, elle épouse Auguste Huzard son éditeur qui décéde en 1911, sans enfant.
En 1906, elle devient adhérente de la société des gens de lettres.
En 1907, elle reçoit le prix Femina, pour Princesses de science, un ouvrage évoquant les difficultés rencontrées par les femmes pour concilier vie familiale et carrière scientifique. En 1913, elle entrera au jury de ce prix, dont elle sera longtemps la doyenne, jusqu’en 1951. En 1917, elle est admise à l’Académie des sciences, belles-lettres et arts de Rouen. Elle est membre de la Société des écrivains normands.
Dans les années 1930, elle demeure no 5 rue Théophile-Gautier à Neuilly-sur-Seine et no 57 rue Chasselièvre à Rouen.[réf. nécessaire]
Sa sœur Marguerite (1869-1961), épouse du docteur Guillaume, jeune veuve avec deux enfants en 1896, professeure de français jusqu’à un âge avancé dans l’enseignement libre, donne au Journal de Rouen des contes pour enfants sous le pseudonyme d'« Hélène Avril »[réf. nécessaire].
Elle repose au cimetière monumental de Rouen à côté de son frère, le peintre Édouard de Bergevin.
Des rues à Rouen, à Segré-en-Anjou Bleu et à Barentin portent aujourd’hui son nom.

## Essais, romans
- Cervelines, 1903.

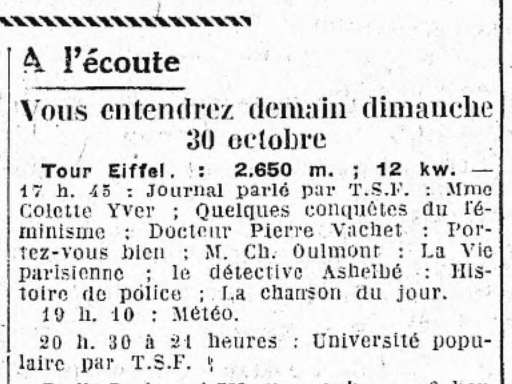
Colette Yver à la radio en 1927

- Princesses de science, 1907Couronné par le prix Vie Heureuse, ancêtre du prix Femina.
- Les Cervelines, Calmann-Lévy, 1908.
- Les Dames du Palais, 1909.
- Le Métier de Roi, Paris, Calmann-Lévy, 1911.
- Un coin du voile, 1912.
- Les sables mouvants, 1913.
- Comment s’en vont les Reines, Calmann-Lévy, 1916.
- Mirabelle de Pampelune, 1917.
- Les Cousins riches, 1919.
- Dans le jardin du féminisme, Paris, 1920 (lire en ligne).
- Vous serez comme des dieux, 1922.
- Le Mystère des béatitudes, 1922.
- L’Homme et le Dieu, 1923.
- Le Festin des autres, 1925.
- Aujourd’hui…, 1926.
- La Bergerie, 1928.
- Femmes d’aujourd’hui, 1929.
- Vincent ou La Solitude, 1931.
- Le Vote des femmes', 1932.
- Haudequin de Lyon', 1928.
- Madame Sous-chef', 1943.
- Mammon, 1924, 1933.

## Distinctions
- Chevalier de la Légion d'honneur (décret du 11 août 1931)